# 1853 w polityce

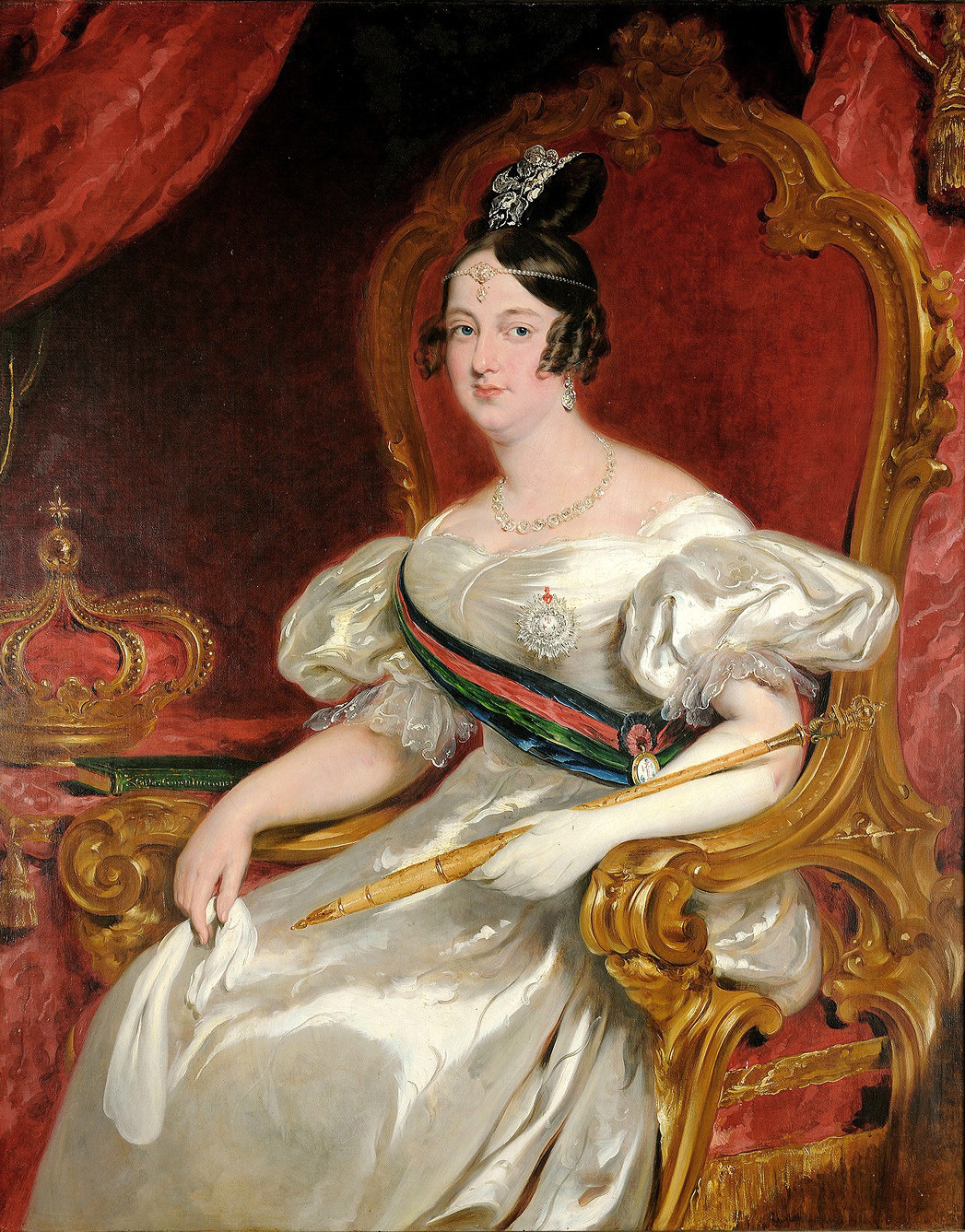
Maria II, królowa Portugalii

Wydarzenia polityczne w 1853 roku.

## Zmarli
- Maria II, królowa Portugalii[1].